# 姜弼成
姜 弼成（きょう ひっせい、カン・ピルソン、朝鮮語: 강필성、1885年10月8日（高宗22年 / 明治18年）　- 1939年12月21日（昭和14年））は、明治から昭和にかけての朝鮮総督府官僚、朝鮮総督府中枢院参議。

## 経歴
1885年に咸鏡南道徳源郡で生まれた。1903年に元山源興中学校普通科を卒業した。1904年に日露戦争が勃発すると、日本軍の通訳として、通訳や情報収集などに従事した。その後、早稲田大学法律科、政治経済科の校外生として学んだ。1907年に鐘城銀行元山出張所に勤務する。同年4月に咸興農工銀行元山支店に転じ、1908年に度支部を経て、財務監督局主事として元山税務監督局に勤務した。1910年に咸鏡南道税務課書記に就き、1914年に朝鮮総督府郡守に転じ、豊山郡守、1917年に定平郡守、1922年に安辺郡守を歴任し、1924年に退職した。1925年に徳源金融組合長、私立徳成学校校長に就いた。1930年に朝鮮総督府中枢院参議に任ぜられ、1932年に咸鏡南道参与官に就き、1933年から道事務官、道産業部長を兼任した。1937年に黄海道知事に就任し、在職中の1939年12月21日に死去。黄海道知事在職中に、日中戦争への協力のために、日本軍に10万円を募金した。

## 死後
2004年に韓国で成立した日帝強占下反民族行為真相糾明に関する特別法によって、親日反民族行為者に認定された。

## 栄典
- 1908年2月 - 勲八等瑞宝章[2]
- 1936年9月15日 - 正五位
- 1939年12月21日 - 勲四等、従四位